# Maciej Płażyński
placa comemorativa
Vista da sepultura.
Maciej Płażyński (Młynary, 10 de fevereiro de 1958 — Smolensk, 10 de abril de 2010) foi um político polaco.
Foi uma das vítimas do acidente do Tu-154 da Força Aérea Polonesa.